# Oxalis violacea
Espèce
Oxalis violacea est une espèce de plantes de la famille des Oxalidacées.